# Comitetul Militar de Salvare a Basarabiei
Comitetul Militar de Salvare a Basarabiei a fost o organizație din Odesa cu caracter militar înființată în anul 1918, care a avut drept scop desprinderea Basarabiei de România și anexarea ei la Ucraina, ori la Rusia, în cazul restabilirii fostului imperiu țarist.
Alături de Societatea pentru Salvarea Basarabiei situată tot în Odesa, această organizație avea printre scopuri pe acela de a favoriza recrutarea de tineri și mai ales de ofițeri, pentru ca aceștia să treacă în Ucraina cu scopul de a se înscrie în detașamente ce ar fi urmat ulterior să atace teritoriul basarabean. De asemenea, printre obiective s-au aflat atât acela de a înființa acolo puncte de agitație, care la momentul propice ar fi putut porni o răscoală în spatele frontului român, cât și acela de a face pe teritoriul fostei gubernii propagandă antiromânească.
De asemenea, la Jmerinca, Razdelnaia și Tiraspol Comitetul Militar cu ajutorul agenților săi, a urmărit să înregistreze pe prizonierii basarabeni reveniți din Austria și Germania și să le ia un angajament, precum că la momentul potrivit ar fi urmat să se strângă sub ordinele unor comandanți numiți de către respectivul Comitet, pentru a forma în spatele frontului român unități de partizani.
Centrul formării primelor unități de atac contra Basarabiei, încadrate cu un efectiv de 1.000 ofițeri și comandate de colonelul Juriari, urma să fie Tiraspolul. Familiile ofițerilor înrolați urmau de asemenea să fie întreținute de către respectivul Comitetul Militar.
Atât comitetul cât și formațiunile militare au fost organizate de foști ofițeri ai armatei țariste, dintre care unii erau proveniți din Basarabia și au fost formate din persoane care cunoșteau bine situația din teritoriul vizat.